# Хейдар Хельгюсон
Хе́йдар Хе́льгюсон (исл. Heiðar Helguson), при рождении Хе́йдар Сигурьо́унссон (Heiðar Sigurjónsson; род. 22 августа 1977, Дальвик, Исландия) — исландский футболист, нападающий.

## Имя
Хейдар изменил своё изначальное отчество Сигурьонссон на матроним Хельгюсон в честь своей матери Хельги после перехода в «Лиллестрём».